# Bardas
Bardas (in greco Βάρδας?; 816 – Mileto, 21 aprile 866) fu reggente dell'impero bizantino dall'856 all'866.
Fratello dell'imperatrice Teodora, divenne un alto ufficiale sotto il regno di Teofilo (r. 829-842). In seguito alla morte di Teofilo fu messo ai margini da Teodora e Teoctisto, ma nel 855 complottò l'assassinio di Teoctisto e divenne il reggente de facto di suo nipote Michele III (r. 842-867). Elevato al rango di Cesare, fu il reggente effettivo dello stato bizantino per un decennio, periodo che vide nuovi successi militari, una rinnovata attività diplomatica e missionaria, nonché una rinascita culturale che fu da preludio alla rinascenza macedone. Fu assassinato nell'866 su istigazione del nuovo favorito di Michele III, Basilio il Macedone, che un anno dopo si sarebbe impadronito del trono.

## Biografia

### Origini e inizio carriera
Bardas era il figlio del droungarios Marino e di Teoctista Florina, ed era il fratello maggiore dell'imperatrice Teodora, moglie dell'imperatore Teofilo, e di Petronas. Tre ulteriori sorelle, Maria, Sofia e Irene, sono attestate da Teofane Continuato. La famiglia era di origini armene e si era stabilita in Paflagonia. Alcuni genealogisti moderni, tra cui Cyril Toumanoff e Nicholas Adontz, hanno suggerito un legame tra la famiglia di Bardas e il clan nobiliare armeno dei Mamikoniani. Per Nina Garsoïan nel Oxford Dictionary of Byzantium, tuttavia, "per quanto attraente, questa tesi non può essere provata per carenza di fonti".

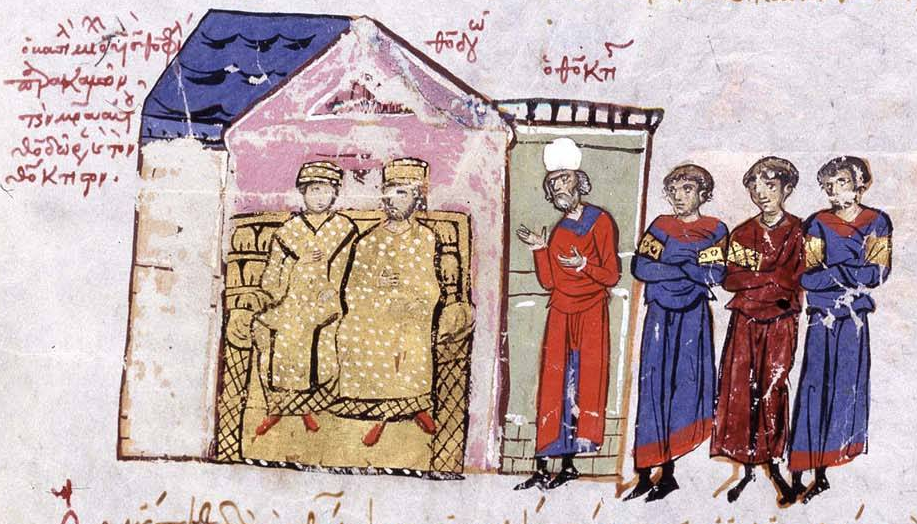
Michele III con Teodora e Teoctisto, dallo Scilitze di Madrid

Nel 837, Teofilo lo aveva elevato al rango di patrikios e lo aveva inviato, insieme al generale Teofobo in una campagna contro gli Abasgi, nella quale i Bizantini uscirono sconfitti. Alla morte di Teofilo suo figlio Michele III (r. 842-867) gli succedette al trono. Poiché aveva soli due anni, fu istituito un consiglio di reggenza guidato da Teodora. Bardas e suo fratello Petronas, insieme al loro parente Sergio Nicetiate, ne facevano parte, ma fu il logoteta Teoctisto che in breve tempo si impose quale il principale consigliere della reggente Teodora. Nonostante ciò Bardas svolse comunque un ruolo attivo nei primi tempi della reggenza incoraggiando Teodora a abbandonare definitivamente l'Iconoclasmo e prendendo parte alle indagini che portarono alla deposizione del patriarca pro-iconoclasta Giovanni il grammatico e alla restaurazione della venerazione delle icone nel 843. Tuttavia Bardas fu rapidamente messo ai margini da Teoctisto. Secondo Simeone Logoteta, Teoctisto incolpò Bardas per le diserzioni che contribuirono alla sconfitta bizantina nella Battaglia di Mauropotamos contro gli Abbasidi nel 844, anche se era stato proprio lo stesso logoteta a condurre le truppe bizantine. In conseguenza di queste accuse, Bardas fu bandito da Costantinopoli per un periodo di tempo indeterminato.
In seguito all'esilio di Bardas e alla morte di Sergio, Teoctisto detenne incontrastato il potere supremo insieme a Teodora per un decennio. Nel 855, Michele III compì 15 anni raggiungendo l'età minima per cominciare a regnare autonomamente. Sua madre e Teoctisto organizzarono una sfilata delle spose e scelsero Eudocia Decapolitissa come sua moglie, non tenendo in alcuna considerazione il legame sentimentale di Michele con la propria amante, Eudocia Ingerina. Bardas sfruttò il risentimento di Michele per essere stato costretto a sposare una donna che non amava, per convincerlo a sbarazzarsi dei suoi reggenti. Grazie all'appoggio di Michele, a Bardas fu concesso di fare ritorno nella capitale,  e il 20 novembre 855 Teoctisto fu assassinato. Tale assassinio fu probabilmente compiuto per ordine dell'imperatore, dal momento che parrebbe che Bardas fosse favorevole a una rimozione più "elegante" del proprio rivale.

### Ascesa al potere e caduta
Con la morte di Teoctisto la reggenza terminò: all'inizio del 856, Michele assunse i pieni poteri imperiali, mentre nel 857 Teodora fu costretta al ritiro nel Monastero di Gastria. Nonostante ciò,  al momento che Michele era più interessato a svagarsi che non a occuparsi degli affari di stato, Bardas divenne de facto il nuovo reggente dello stato bizantino. Entro l'858 circa fu elevato alle più alte cariche di stato (magistros e chartoularios tou kanikleiou), a cui fece seguito la promozione a kouropalates— secondo Simeone Logoteta, ciò sarebbe accaduto dopo un fallimentare tentativo di assassinio ordito da Teodora— e infine, il Mercoledì Santo (22 aprile 862), a cesare. Il fatto che Bardas fosse l'effettivo detentore del potere è confermato da fonti non bizantine: al-Tabari attesta che gli inviati arabi negoziarono con Bardas, e non con l'imperatore, mentre Bar Hebraeus narra che, durante una udienza con un'ambasceria araba, Michele non proferì una sola parola, ma fu suo "cugino" (molto probabilmente Bardas) a parlare in sua vece. Anche Petronas tornò alla ribalta nello stesso periodo di tempo, divenendo lo strategos del thema tracesiano e compiendo una serie di incursioni vittoriose in territorio arabo.
Benché le fonti posteriori ne critichino il carattere, descrivendolo come vanesio, avido e assetato di potere, le proprie abilità di amministratore vengono ampiamente riconosciute. Bardas fondò la Scuola di Magnaura dove venivano insegnate filosofia, grammatica, astronomia e matematica, patrocinò studiosi come Leone il Matematico e promosse le attività missionarie di Cirillo e Metodio in Grande Moravia. Inoltre conseguì diversi successi contro gli Arabi in oriente, culminanti nella decisiva Battaglia di Lalakaon del 863, e portò avanti la Cristianizzazione della Bulgaria da parte dei missionari bizantini. La Patria Costantinopolitana ne loda inoltre l'attività edilizia, ma a parte una chiesa dedicata a San Demetrio al di fuori della città stessa, gran parte degli edifici attribuitegli erano probabilmente opera di Basilio I il Macedone (r. 867-886).
Nel 858 Bardas depose il patriarca Ignazio sostituendolo con Fozio, colto ma laico. Cronache più tarde riportano che Ignazio avesse negato a Bardas la comunione per via della relazione incestuosa con una delle sue nuore, ma la vera ragione della deposizione di Ignazio era probabilmente il fermo rifiuto del patriarca di eseguire l'ordine di Bardas di tonsurare l'imperatrice Teodora contro la sua volontà. L'elevazione irregolare di Fozio, tuttavia, urtò Papa Nicola I, che rifiutò di riconoscerla. Per via anche della contesa tra Roma e Costantinopoli sulla giurisdizione sulla Moravia e Bulgaria dove conducevano entrambe attività missionarie, le relazioni col papato rimasero tese.

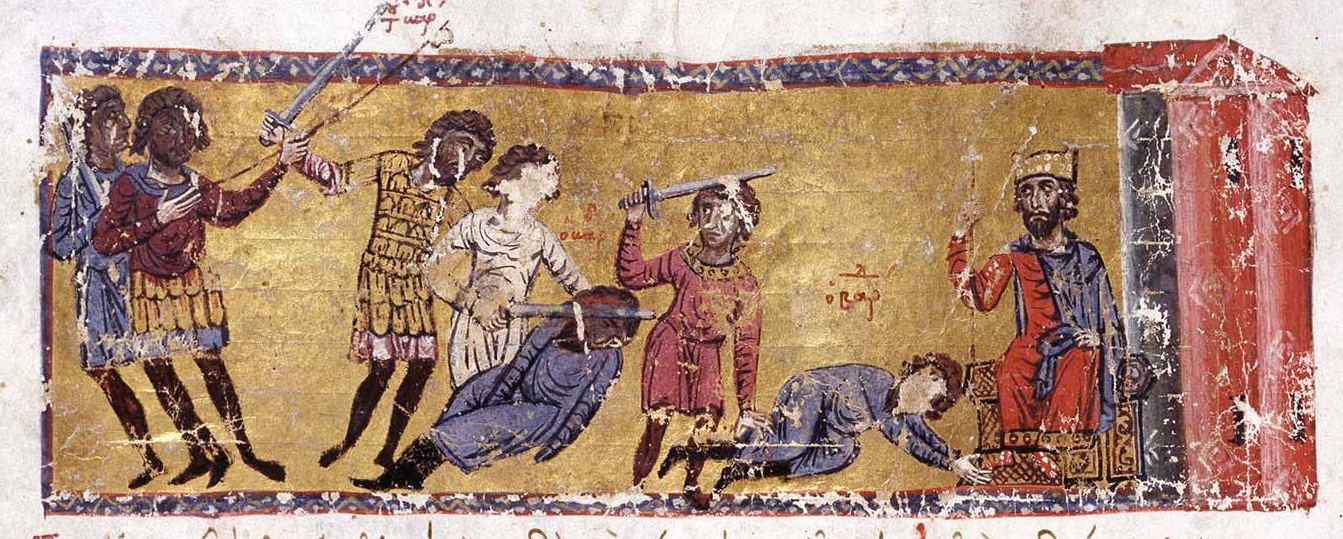
L'assassinio di Bardas, in presenza di Michele, dal Madrid Skylitzes

Malgrado la sua grande autorità, il controllo di Bardas sul nipote non era assoluto: dopo essere riuscito a persuaderlo a destituire il suo vecchio ciambellano (parakoimomenos), Damiano, Michele lo sostituì non con uno dei protégés di Bardas, ma con uno dei suoi favoriti, il rude e ambizioso Basilio il Macedone. La posizione di Bardas fu ulteriormente indebolita all'inizio del 866, allorquando Michele venne a conoscenza che Eudokia Ingerina era incinta del futuro imperatore Leone VI: fino a quel momento Bardas poteva sperare di succedergli al trono, ma ora Michele aveva un erede diretto. Invece di divorziare dalla moglie e sposare la sua amante di lunga data, tuttavia, Michele fece sposare Ingerina con Basilio dopo averlo spinto a divorziare. Nella primavera dello stesso anno, Bardas cominciò i preparativi per una spedizione a larga scala contro la fortezza saracena di Creta. Accompagnato da Michele, Basilio e dalla corte, Bardas si diresse a Mileto, dove si stava radunando l'esercito. Qui, il 21 aprile 866, fu assassinato da Basilio, con l'accusa di cospirare contro l'imperatore.
La campagna fu abbandonata mentre Michele e Basilio fecero ritorno a Costantinopoli, dove il sovrano adottò il proprio amico e lo associò al trono. Nel settembre 867, Michele III fu assassinato in una congiura ordita dallo stesso Basilio, ponendo fine alla dinastia amoriana e inaugurando il periodo macedone della storia bizantina.

### Famiglia
Bardas si sposò due volte. Dalla prima moglie, di cui non si hanno informazioni e che probabilmente si spense prima del 855, ebbe un figlio di nome Antigono, una figlia di nome Irene, un figlio di cui non è noto il nome, e una ulteriore figlia che sposò il logoteta Simbazio (anche se non è da escludere che vada identificata con la stessa Irene). Intorno al 855, Bardas si sposò per la seconda volta, con una certa Teodosia, per poi divorziare nel 862. Dei figli di Bardas, Antigono fu nominato Domestico delle Scholae mentre era ancora un fanciullo e deteneva ancora la carica al momento della morte violenta del padre, mentre ben poco è noto sull'altro figlio, a parte che nel 858 gli fu concessa la mano dell'amante del padre, ripudiata da Bardas per sposare Teodosia, e fu nominato monostrategos ("generale unico") dei themata europei dello stato bizantino. La seconda figlia di Bardas si sposò con il patrikios e logoteta Simbazio. Simbazio prese parte alla congiura per assassinare Bardas, nella speranza di prenderne il posto. Si rivoltò quando Basilio divenne co-imperatore, ma fu sconfitto, mutilato ed esiliato.